# Dark Matter Dimensions
Dark Matter Dimensions is het vierde album van de Zweedse melodic-deathmetalband Scar Symmetry, uitgebracht in 2009 door Nuclear Blast. Het is het eerste album met zangers Roberth Karlsson en Lars Palmqvist.

## Track listing
1. "The Iconoclast" – 5:07
2. "The Consciousness Eaters" – 4:42
3. "Noumenon and Phenomenon" – 4:13
4. "Ascension Chamber" – 3:48
5. "Mechanical Soul Cybernetics" – 3:27
6. "Non-Human Era" – 4:45
7. "Dark Matter Dimensions" – 4:12
8. "Sculptor Void" – 5:23
9. "A Parenthesis in Eternity" – 4:43
10. "Frequencyshifter" – 3:15
11. "Radiant Strain" – 4:15

## Band
- Roberth Karlsson - Zanger
- Lars Palmqvist - Zanger
- Jonas Kjellgren - Gitarist
- Per Nilsson - Gitarist
- Kenneth Seil - Bassist
- Henrik Ohlsson - Drummer